# Ian Flynn
James Ian Flynn, noto anche con lo pseudonimo di Ian Potto o The BumbleKing (Charlotte (Carolina del Nord), 31 maggio 1982), è uno scrittore e fumettista statunitense.
È stato lo sceneggiatore principale per Sonic the Hedgehog della Archie Comics a partire dal numero 160. Copre il medesimo incarico per la nuova serie a fumetti della IDW Publishing iniziata il 4 aprile 2018.

## Carriera
Flynn ha ottenuto la posizione di sceneggiatore sulla serie Archie di Sonic inviando sceneggiature originali mai pubblicate.
Dal suo impiego alla Archie Comics ha anche scritto Sonic Universe, la serie Capcom Mega Man e New Crusaders, una serie di supereroi pubblicata dalla Red Circle Comics. Nella serie Sonic the Hedgehog ha collaborato spesso con il disegnatore Tracy Yardley a partire dal numero 160, il loro albo d'esordio.
Flynn ha fatto il suo debutto in televisione con La scommessa, il cinquantottesimo episodio della serie animata Sonic Boom.
Si è ulteriormente avvicinato ai titoli nipponici nel 2017, scrivendo il fumetto digitale di Sonic Forces (voluto e creato dal Sonic Team). Ha effettuato la stessa cosa anche con Team Sonic Racing.
Non appena Takashi Iizuka ha letto i fumetti IDW scritti da Flynn, ha deciso di fargli scrivere il copione di Sonic Frontiers, dettandogli le linee guida per scrivere la misteriosa e drammatica trama del gioco. Flynn ha inoltre scritto il copione del gioco mobile Sonic Dream Team e Shadow Generations, riscrivendo inoltre quello del remaster di Sonic Generations.

## Vita privata
Flynn è sposato con Aleah Baker, che ha lavorato come scrittrice e colorista su libri come Sonic the Hedgehog e Sonic Universe.